# Zgrupowanie „Żmija”
Zgrupowanie „Żmija” – oddziały bojowe Armii Krajowej Rejonu 2 – Marymont „XXII-22” Obwodu Żoliborz ZWZ-AK, działające od 1941 w okresie okupacji niemieckiej w Polsce, jako struktury Rejonu 2 – Marymont, oraz biorące od 1 sierpnia 1944 udział w walkach w okresie powstania warszawskiego. Oddziały te walczyły na Marymoncie, Dolnym Żoliborzu, oraz w Puszczy Kampinoskiej. Po 15 września 1944 zgrupowanie zostało rozwiązane, tworząc kompanię „Szrapnel” podporządkowaną Zgrupowaniu „Żyrafa”, zaś od 29 września walczyły jako odrębne plutony w poszczególnych zgrupowaniach powstańczych.

## Historia
Struktury wojskowe Związku Walki Zbrojnej na Marymoncie jako Rejon 2 Marymont kryptonim „XXII-22” Obwodu Żoliborz ZWZ/AK zaczęły powstawać w 1940, lub według innej wersji w czerwcu 1941 po objęciu dowództwa rejonu przez rtm. Adama Rzeszotarskiego „Junosza”. Jako pierwszy powstał 225 pluton, dowodzony przez ppor. Stefana Marescha „Stefan”, złożony z harcerzy III Warszawskiej Drużyny Harcerskiej, skierowanych na kurs Szkoły Podchorążych Rezerwy Piechoty „Agrikola”, absolwentów Gimnazjum im. A. Mickiewicza. Kurs podchorążych ukończyli wówczas: kpr. pchor. Wojciech Żaczkiewicz „Wojtek” (który został mianowany zastępcą dowódcy plutonu 225), kpr. pchor Jan Barszczewski „Duży Janek”, kpr. pchor. Jan Dobsch „Mały Janek”, kpr. pchor. Sławomir Zieliński „Sławek” i kpr. pchor. Roman Bartoszewski „Romek”, którzy zostali dowódcami drużyn. Duże nasycenie kadrą podchorążych spowodowało na początku 1944 podział plutonu 225 na dwa plutony: pluton 225, dowodzony przez kpr. pchor. Sławomira Zielińskiego, i pluton 238, dowodzony przez kpr. pchor. Jana Dobscha „Małego Janka”. W połowie 1944 utworzono jako trzeci pluton 244, dowodzony przez kpr. pchor. Zdzisława Namiecińskiego „Żuka”.
Według ustaleń dr. Grzegorza Jasińskiego, na początku 1944 dowództwo obwodu nakazało utworzenie kolejnych plutonów. Powstały wówczas pluton 238 (69 żołnierzy), plutony szkieletowe 244, 251, 252, 253 oraz pluton ppor. NN „Kruka”. Zdaniem dr. Jasińskiego wobec braku kadry oficerskiej i niewielkiej liczebności na kilka tygodni przed powstaniem te jednostki zlikwidowano, włączając je w skład stanów plutonów 244, 238 i 244.
28 kwietnia 1943 żołnierze oddziału uczestniczyli w akcji dywersyjnej na rzecz wsparcia powstania w getcie warszawskim. Na rozkaz dowódcy obwodu ppłk. Mieczysława Niedzielskiego „Żywiciel”, instruktor podchorążówki obwodu por. Tadeusz Kern-Jędrychowski „Szrapnel” wraz z kpr. pchor. Janem Barszczewskim „Janek” i kpr. Wojciechem Żaczkowskim „Wojtek”, przy wsparciu kpr. pchor. Jana Dobscha „Mały Janek”, NN Cis” i NN „Figa”, zaatakowali posterunek SS na rogu ul.Konwiktorskiej i Zakroczymskiej. W czasie akcji zabito trzech esesmanów. Pod dowództwem por. Kern-Jędrychowskiego, kpr. pchor. Jan Barszczewski „Janek” i kpr. Wojciech Żaczkowski „Wojtek”, uczestniczyli 21 maja 1943 w likwidacji Szymona Wiktorowicza, konfidenta Gestapo w organizacji „Miecz i Pług”, który zadenuncjował m.in. Janusza Kusocińskiego. Akcja miała miejsce przy ul. Elektoralnej. Wzięło w niej udział 6 podchorążych. Wspomina się również o próbie likwidacji konfidenta Urywkowa. W trakcie przygotowywania jednej z akcji likwidacyjnych, prawdopodobnie 2 lutego 1944 grupa oddziału została zaskoczona przy magazynie broni na Bielanach. W trakcie ucieczki został ciężko raniony pchor. Wojciech Żaczkiewicz „Wojtek” dowódca plutonu 225.
W lipcu 1944 według obliczeń dr. Jasińskiego siły Rejonu 2 liczyły ok. 288-295 żołnierzy, z czego 82 stanowili żołnierze II rzutu z plutonów WSOP. Autor wskazuje również na odnalezione dokumenty, podające stany z kwietnia 1944 i określające liczbę żołnierzy na 356. Oddziały nie posiadały broni maszynowej. Większość karabinów przepadła po aresztowaniu 1 maja 1944 braci Jana i Romana Fedewiczów, w których mieszkaniu znajdował się magazyn broni rejonu. W przeddzień powstania zgrupowanie miało na wyposażeniu kilkanaście karabinów i kilkadziesiąt pistoletów.

## Organizacja 31 lipca 1944

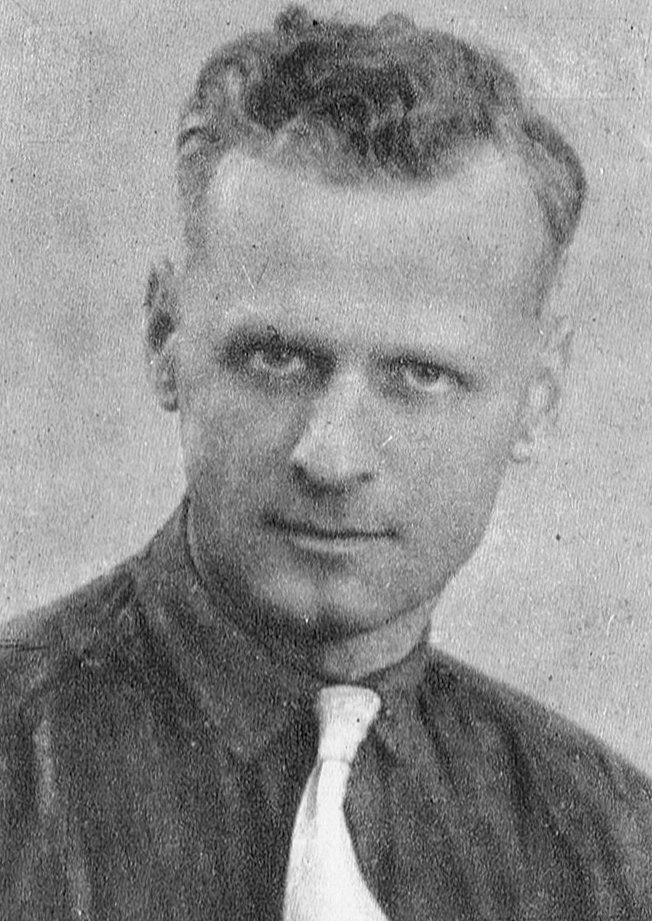
Rtm. Adam Rzeszotarski „Żmija”, dowódca Zgrupowania

Dowództwo Rejonu Marymont „XXII-22”
- Komendant Rejonu 2 – rtm. Adam Rzeszotarski „Żmija” „Junosza”
- Zastępca komendanta – por. Kazimierz Nowak „Andrzej”;
- Adiutant – kpr. pchor./ppor. Zygmunt Zabierzowski „Zygmunt” (dowódca drużyny sztabowej);
- Oficer sztabowy – ppor. Stefan Maresz „Stefan” (Według jednej z wersji jednocześnie zastępca dowódcy plutonu 244[11]);
- Podoficer sztabowy kpr. pchor. Wojciech Żaczkiewicz „Wojtek” (walczył w Śródmieściu)[12].
- Oficer informacyjny – NN
- Oficer gospodarczy – por. NN „Niedźwiedź”;
- Oficer żywnościowy – por. NN „Lech”;
- Oficer łączności – NN

Oddziały
- l Kompania – dowódca por. Kazimierz Nowak „Andrzej”; Zastępca ppor. NN „Kruk”[5];
  - Pluton 225 – dowódca ppor. Jerzy Wróbel „Stefan”[13]. Według innych źródeł kpr. pchor. Sławomir Zieliński „Sławek”[12]; Zastępca kpr. pchor. Jerzy Bartoszewski „Roman”;
    - I drużyna – dowódca kpr. pchor. Janusz Żelaski „Bendzisz”;
    - II drużyna – dowódca kpr. pchor. Sławomir Zieliński „Sławek”;
    - III drużyna – dowódca kpr. pchor. Roman Bartoszewski „Sławek”[5];
    - Patrol sanitarny WSK Marii Święcickiej „Tamara”[14];

  - Pluton 238 – dowódca kpr. pchor. Jan Dobsch „Mały Janek”; zastępca kpr. pchor. Olgierd Budrewicz „Konrad”[12].
    - I drużyna – dowódca kpr. pchor. Jerzy Czaykowski „Abdank”;
    - II drużyna – dowódca kpr. pchor. Włodzimierz Dmochowski „Pobóg”;
    - III drużyna – dowódca kpr. pchor. Wacław Gluth-Nowowiejski „Wiwer”[5];
    - Patrol sanitarny WSK „Irma”[14];

  - Pluton 244 – dowódca kpr. pchor. Zdzisław Namieciński „Żuk”; Zastępca kpr. pchor. Ryszard Zieliński „Grot”[14];
    - I drużyna – dowódca kpr. pchor. Tadeusz Dybowski „Lech”;
    - II drużyna – dowódca kpr. pchor. Andrzej Szczepanowski „Szarota”;
    - III drużyna – dowódca kpr. pchor. Janusz Zaorski „Janusz”[14];
    - Patrol sanitarny WSK „Ewy”[14];
- Kompania (zgrupowanie) WSOP – komendant plut. Czesław NN „Sławek”; zastępca – kpr. Józef NN „Szary”
  - Pluton 288 – dowódca plut. Czesław NN „Sławek”
  - Pluton 289 – dowódca kpr. Feliks NN „Mistrz”
  - Pluton 290 – dowódca NN „Miesiąc”[15].

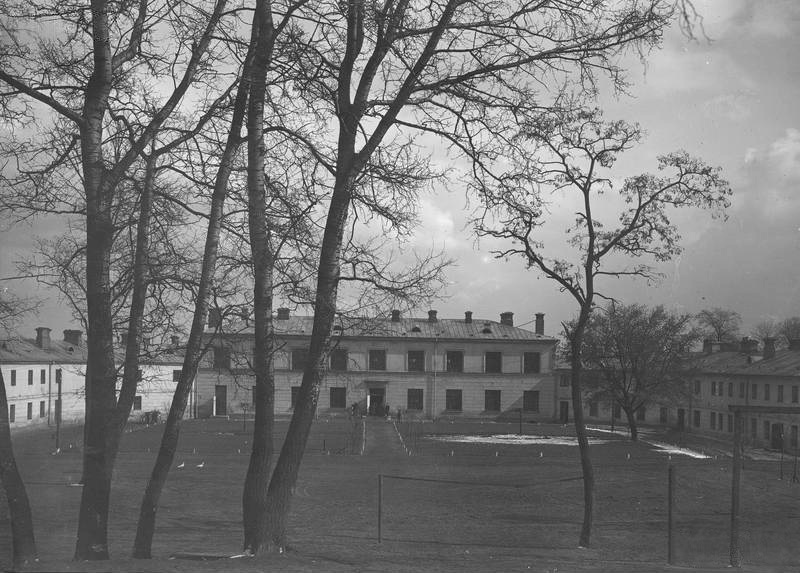
Budynki „Szkoły Gazowej”, które miały zostać zdobyte przez oddziały Zgrupowania „Żmija” 1 sierpnia 1944

W momencie wybuchu powstania zadaniem plutonów 225 i 238 było zaatakowanie od strony ul. Marii Kazimiery i zdobycie koszar Wehrmachtu, mieszczących się w „Szkole Gazowej” przy ul. Gdańskiej 6. Pluton 244 miał opanować zabudowania szkoły przy ul. Kolektorskiej 9/11. Zgrupowanie WSOP miało natomiast zająć zabudowania fabryczne Fabryki Śmigieł, Wyrobów Drzewnych i Metalowych, W. Szomański i S-ka (tzw. „Śmigłówki”) oraz Zakłady Wyrobów Metalowych Konrad Jarnuszkiewicz i S-ka, S. A. (tzw. „Blaszanki”) przy ul. Kamedułów 71, jak również składy amunicji w hali targowej przy ul. Potockiej i Marymonckiej. Ponadto WSOP miał dozorować wybrzeże wiślane od mostu kolejowego do klasztoru bielańskiego. Na miejsce postoju dowództwa przewidziano przylegającą do koszar plebanię kościoła przy ul. Gdańskiej.
Budynki dawnej „Szkoły Gazowej” były otoczone stanowiskami dla broni maszynowej i dwoma bunkrami. Zamknięto biegnące wzdłuż obiektu ulice Skotnicką i Edwarda Jelinki, ustawiając tam niskie zasieki. 1 sierpnia budynki najprawdopodobniej obsadzała kompania z 998. Batalionu Strzelców Krajowych (Landesschützen-Bataillon 988) w składzie 120 żołnierzy, dysponująca m.in. 4 ckm. Szkoła przy ul. Kolektorskiej broniona była przez dwa jednoosobowe bunkry oraz drewniane ogrodzenie wzmocnione zasiekami z drutu kolczastego. W 1944 stacjonował tam kilkudziesięcioosobowy oddział 998. Batalionu Strzelców Krajowych. Przed powstaniem został on zmniejszony, lecz nie można określić jego stanu osobowego w lipcu 1944. Według rozkazu nr 3 komendanta Obwodu Żoliborz z 31 lipca 1944, w „Szkole Gazowej” znajdowało się 120 szeregowych, zaś przy ul. Kolektorskiej 30 szeregowych.
W „Śmigłówce” i „Blaszance” pracowało blisko 800 robotników nadzorowanych przez kilkudziesięciu Ukraińców z Werkschutzpolizei. W lipcu 1944 zarządzono unieruchomienie i przygotowanie ewakuacji zakładów, w których pozostały straże niemieckie. Ponadto 28 lipca na Marymoncie pojawił się oddział ok. 100-120 saperów niemieckich mających za zadanie umocnienie stanowisk ogniowych na wale wiślanym. Oddział ten zakwaterowano w mieszkaniach prywatnych przy ul. Marii Kazimiery.

## Udział w powstaniu
27 lipca 1944 w związku z niemieckim nakazem stawienia się do robót fortyfikacyjnych 100 000 mężczyzn zarządzono w okręgu stan pogotowia. Do obwodu żoliborskiego dotarł on 28 lipca rano. Oddziały Rejonu 2 skoncentrowały się w willi przy ul. Tucholskiej 10 oraz w budynkach i mieszkaniach przy ulicach: Towiańskiego, Brodzińskiego 9, Mickiewicza 25, Kozietulskiego, Felińskiego, Dziennikarskiej 23, Dygasińskiego 27, Lisa-Kuli i Słowackiego 22. W punktach tych wyczekiwano całą noc. 29 lipca w godzinach rannych, z uwagi na brak represji niemieckich, pogotowie zostało odwołane. Ponowne rozkazy wydano 31 lipca. Rozkaz o powstaniu dotarł do obwodu ok. godz. 9.00. Zarządzono gotowość oddziałów na godz. 14.00.

### 1 sierpnia
W miejscu koncentracji stawiło się ok. 70% żołnierzy. Wybuch walk na Żoliborzu zapoczątkowanych starciem żołnierzy 9 kompanii dywersyjnej w okolicach pl. Wilsona spowodował, że ok. 14:00 pluton 225 pod dowództwem kpr. pchor. Sławomira Zielińskiego „Sławka” wyruszył na pozycje wyjściowe z ul. Towiańskiego i Brodzińskiego, kierując się ul. Niegolewskiego i Kochowskiego. Na wysokości ul. Krasińskiego pluton włączył się do walki, zabijając dwóch Niemców, tracąc jednego zabitego szer. Władysława Brzozowskiego „Władek” i dwóch rannych Tadeusza Gotowca „Tadek” i Jerzego Rajewskiego „Jurek”. Po ostrzelaniu przez czołg zbliżający się od pl. Wilsona pluton wycofał się ulicami Kochowskiego i Niegolewskiego, gdzie znów natknął się na czołg wyjeżdżający z ul. Hozjusza. Obrzucony granatami czołg wycofał się. Kontynuując odwrót, przy ul. Mierosławskiego, zastrzelono esesmana. Dalej ogródkami domów przy ul. Czarnieckiego, pluton zebrał się w ogródkach działkowych przy ul. Promyka. Do oddziału zgłosił się ochotnik rtm. rez. Henryk Mostowski „Gryf”.
Pluton 238, dowodzony przez zastępującego dowódcę kpr. pchor. Jerzego Czaykowskiego „Abdanka”, wyruszył ok. 15:00 z kwatery przy ul. Tucholskiej, udając się na pozycje wyjściowe do ataku na koszary Wehrmachtu przy ul. Gdańskiej 6. Po starciach przy przekraczaniu ul. Mickiewicza, tracąc jednego zabitego NN, wyparł niemieckie patrole i pozostał na Marymoncie. Tu został ostrzelany ze stanowisk niemieckich na wale wiślanym, które były dotychczas nieznane polskiemu rozpoznaniu. Tę samą drogę przybyła drużyna sztabowa, która włączyła się do walki wypierając niemieckich saperów.
W miejscu koncentracji plutonu 244 przy ul. Krechowieckiej, o godz. 14:30 stawiło się kilkunastu żołnierzy (30–40% stanu). Żołnierze pobrali broń na Dolnym Żoliborzu, a następnie wyruszyli w stronę obiektu przy ul. Kolektorskiej. Ze względu na niskie stany i brak broni dowódca plutonu zaniechał wykonania zadania i zabarykadował się w budynku przy ul. Podleśnej, gdzie przeczekał do wieczora.
Z oddziałów WSOP, żołnierze plutonu 290 nie dotarli na miejsce koncentracji, pluton 288 składający się z pracowników „Blaszanki”, został ok. 14:00 zatrzymany pod strażą Niemców na terenie zakładu. Do działań przystąpił natomiast pluton 289, składający się z 18 żołnierzy.

### Od 2 do 4 sierpnia

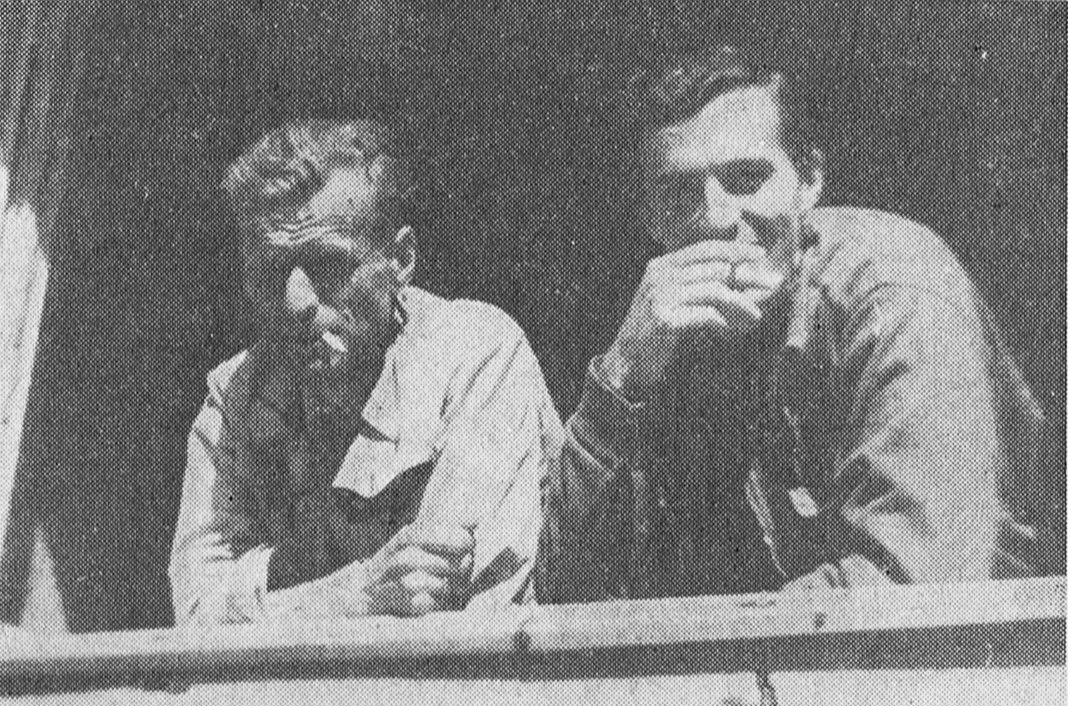
Rtm. Adam Rzeszotarski „Żmija” (z lewej) i pchor. Zygmunt Zabierzowski „Zygmunt” w pierwszych dniach Powstania Warszawskiego, sierpień 1944

W nocy z 1 na 2 sierpnia na rozkaz dowódcy Obwodu, ppłk Mieczysława Niedzielskiego „Żywiciel”, oddziały zaczęły wycofywać się z Żoliborza. Do Kampinosu wyruszyła większość kompanii por. „Andrzeja”, w tym wszyscy dowódcy plutonów. Łącznie wyruszyło 3 oficerów, 7 podchorążych, 2 podoficerów i ok. 40 szeregowych. Kompania stanowiła oddział przedni kolumny oddziałów obwodu.
Na Żoliborzu pozostał dowódca Rejonu, drużyna kpr. pchor. Wacława Gluth-Nowowiejskiego „Wacka”, drużyna sztabowa i niezorganizowane grupy żołnierzy. Jak wynika z relacji, rtm. Rzeszotarski „Żmija” pozostał na Żoliborzu wbrew rozkazowi dowódcy obwodu. Od 2 sierpnia rtm „Żmija” zaczął odtwarzać swoje oddziały w budynku Spółdzielni Mieszkaniowej „Feniks”. Do oddziału przyłączyła się m.in. drużyna „Betona” z Plutonu 207 Zgrupowania „Żaglowiec”. Jedynymi zorganizowanymi siłami na Żoliborzu była w tym okresie grupa por. Władysława Jasińskiego „Topór” z WSOP i niektóre oddziały IV Batalionu OW PPS im. Jarosława Dąbrowskiego.
W tym czasie, odtworzony został z pozostałych w dzielnicy żołnierzy zgrupowania pluton 244, którego dowódcą został kpr. pchor. Zabierzowski „Zygmunt”, a następnie por. Jerzy Walczak „Rafa”. Dowódcami drużyn zostali: kpr. pchor. Aleksander Krzymiński „Prus”, kpr. pchor. Tadeusz Dybowski „Lech”. Pluton prowadził patrole na północ i wschód od pl. Wilsona atakując napotkane oddziały. M.in. ostrzelano przy ul. Słowackiego niemiecki samochód, biorąc jeńców, zniszczono samochód przy ul. Kamedułów, biorąc jeńców oraz zniszczono ciężarówkę przy ul. Kaniowskiej zdobywając dużą liczbę granatów. Niezależnie 2 i 3 sierpnia utworzył się z żołnierzy, którzy nie dotarli do swoich jednostek i ochotników, pluton przynależny początkowo do oddziału por. „Topora”, pluton 225A (następnie zmieniono mu numer na Pluton 257), dowodzony przez ochotnika rtm. Henryka Mostowskiego „Gryf”. Zastępcami byli por. Henryk Dmoszyński „Dąb” i ppor. NN „Selim”. Drużynami dowodzili: plut. Hilary Barański „Wilk” i kpr. pchor. Leszek Kryzar „Boruta”. Do plutonu przyłączyła się grupa harcerzy, z których sformowano grupę łączników pod dowództwem ppor. Adolfa Thiela oraz zorganizowano pięcioosobową grupę sanitarną WSK pod dowództwem Izy Baruch-Krzyżańskiej „Martyna”.

Kompania „Andrzeja”, powracająca rano 2 sierpnia wraz z oddziałami obwodu na Żoliborz, w czasie postoju na osiedlu „Zdobycz Robotnicza”, starła się z Niemcami, ponosząc ciężkie straty. Zginęło trzech żołnierzy m.in. dowódca plutonu 225 kpr. pchor. Sławomir Zieliński „Sławek”, a ponad 13 było rannych. Cześć dowódców, w tym mjr Władysław Nowakowski „Żubr”, kpt. Kazimierz Nowacki „Żyrafa”, odmówiła pozostawienia rannych i rozpuszczenia nieuzbrojonych, powracając do Kampinosu celem dozbrojenia. Wraz z nimi powróciła kompania por. „Andrzeja”, licząca wówczas ok. 50 żołnierzy (2 oficerów, 7 podchorążych, 2 podoficerów i ok. 40 szeregowych). Według innej wersji tego samego autora w skład oddziału wchodziło 3 oficerów, 7 podchorążych, 3 podoficerów oraz 38 szeregowych. Według niektórych relacji oddział „Andrzeja” który dołączył do oddziałów w puszczy koło Hornówka, wszedł jako 3 kompania w skład Batalionu „Żubr” i rozlokował się w Zaborowie Leśnym. W nocy z 9 na 10, lub z 10 na 11 sierpnia oddziały odebrały zrzut powietrzny dla Grupy „Kampinos”. Według niektórych relacji żołnierzy zgrupowania „Żubr”, oddział „Andrzeja” odebrał cześć zrzutu i następnie rano opuścił oddziały „Żubr”, wraz z patrolem sanitarnym, bez uprzedzenia dołączając do oddziałów kampinoskich. Według relacji ppor. Zdzisława Grunwalda „Zych”, kpt. Władysław Nowakowski „Serb” – „Żubr” był wściekły i odgrażał się sądem wojennym, do którego jednak nie doszło po powrocie na Żoliborz. Wersję tę pośrednio potwierdza relacja kpr. pchor. Janusza Żelaskiego „Będzisz”, który stwierdza, że jako przyjmujący zrzuty sami decydowali co oddać. Jak wspominał Żelaski:

W dalszym ciągu gonienie „Padnij! Powstań!” po piachach już nas tak wkurzyło, że za zgodą dowódcy z Żoliborza przeszliśmy do oddziałów leśnych, jako oddzielna grupa Armii Krajowej przy oddziałach leśnych. Tam rzeczywiście poczuliśmy, że coś działamy, że jesteśmy potrzebni

 Oddział „Andrzeja” po dozbrojeniu ze zrzutów, osiągnął stan uzbrojenia: 2 granatniki PIATy, 2 rkm, 1 karabin maszynowy MG 42, 5 pistoletów maszynowych STEN, 3 pistolety maszynowe „Błyskawica”, 6 pistoletów maszynowych „Beretta”, 22 karabinów Mauser wz.98a, 4 karabinów Mosin, sześć rewolwerów Smith & Wesson, cztery pistolety „Parabellum”, pistolet „Vis”, pistolet „CZ” i po 4-6 granatów na żołnierza. Resztki kompanii, jako pluton zostały po 10 sierpnia podporządkowane kompanii por. Franciszka Baumgarta „Dan” w 78 Pułku Piechoty AK w Grupie „Kampinos”. W piśmie skierowanym do mjr „Serba”, „Żubra” w godzinach rannych 11 sierpnia, por. Adolf Pilch „Dolina” stwierdził:

W dniu dzisiejszym dołączyła do mojego oddziału grupa Pana Majora w sile ok. 70 ludzi, którą przyjąłem tylko dlatego, że pokrywa się to z duchem rozkazów, które wydała ostatnio Komenda Główna”

12 sierpnia pluton „Andrzeja” zorganizował nieudaną zasadzkę na drodze do Łodzi, zaś w nocy 13 sierpnia zorganizował atak na oddział niemiecki w Zaborówku. Spalono szopę w której znajdowały się pojazdy pancerne oraz zabito i raniono wielu Niemców. W trakcie ataku zginął pchor. Jan Dobsch „Mały Janek”. 15 sierpnia przepędzono oddział własowców rabujących mieszkańców w Truskawce. W trakcie walki śmiertelnie ranny został kpr. pchor. Zdzisław Kotarba „Zdzisiek”, syn poległego w 1939 ppłk. Beniamina Kotarby.
Po reorganizacji obrony Żoliborza Zgrupowanie „Żmija” (plutony 224, 257), liczące 82 żołnierzy (9 oficerów, 18 podchorążych, 5 podoficerów, 50 szeregowych), zajęły pododcinek, obejmujący ul. Słowackiego 2, ul. Krasińskiego 4 przez dzielnicę willową do domu przy ul. Mickiewicza 34. Ponadto obsadzono Park Żeromskiego. 4 sierpnia oddziały zgrupowania powstrzymały atak niemiecki od północy – od ul. Słowackiego w stronę pl. Wilsona. Na wysokości ul. Suzina zaatakowali z boku atakujących. W trakcie walki zginęło 19 z 26 Niemców, zdobyto 3 pistolety maszynowe, 16 karabinów i amunicję. Za tę akcję Piotr Urbaniak „Siwy” i Bober „Tajfun” zostali awansowani przez dowódcę obwodu do stopnia sierżantów. W meldunku dowódcy obwodu wspomina się o walce 5 sierpnia, w której zabito względnie raniono 20 Niemców, do niewoli wzięto 4, zdobyto 4 ciężarówki i 1 auto osobowe oraz 1 rkm, 5 kb, pistolety i amunicję. Ze strony powstańców było dwóch rannych.

### Od 5 sierpnia do 26 sierpnia

Strz. Eugeniusz Sawko „Piechur” z plutonu 244 Zgrupowania Żmija

Od 5 do 12 sierpnia Niemcy nie atakowali Żoliborza, żołnierze w tym czasie uzupełniali broń i umundurowanie. Plutony 244 i 257 znajdowały się przy pl. Wilsona i ul. Mickiewicza 27. W dzień i w nocy organizowano patrole na Marymont i Dolny Żoliborz. 12 sierpnia oddziały otrzymały również rozkaz patrolowania „ziemi niczyjej” – terenów nad Wisłą. 13 sierpnia patrol dowodzony przez plut. Franciszka Majdę „Jurek” natknął się na wale wiślanym na Niemców. W trakcie walki dowódca patrolu został śmiertelnie ranny. Utracono również ręczny karabin maszynowy.
W nocy z 15 na 16 sierpnia oddział „Andrzeja” w składzie kompanii por. Franciszka Baumgarta „Dan” batalionu por. Witolda Pełczyńskiego „Dźwiga” „Witolda” wymaszerował do Warszawy. Oddział ominął Powązki, zagrodzone przez oddziały pancerne, i dotarł na ul. Włościańską przy pętli tramwajowej. Przy przechodzeniu ulicy Gdańskiej oddział został ostrzelany z koszar Szkoły Gazowej. W trakcie strzelaniny poległo dwóch żołnierzy oddziału „Andrzeja”. Pluton został zakwaterowany na rogu ulic Suzina i Słowackiego. Oddziały por. „Witolda” ok. 18 sierpnia utworzyły Zgrupowanie „Żaba”, zaś oddział sochaczewski kpt. Wilhelma Kosińskiego „Mścisław” (90 żołnierzy), włączono tymczasowo do Zgrupowania „Żmija”. Wraz z batalionem por. „Witolda” oddział „Andrzeja” w nocy z 20 na 21 oraz z 21 na 22 sierpnia uczestniczył w atakach na Dworzec Gdański.
20 sierpnia pluton por. „Andrzeja” wraz z kompanią por. „Dana”, wyruszył w pierwszym rzucie, ok. 22.00 z budynku Gimnazjum im. Ks. Józefa Poniatowskiego przy ul. Lisa-Kuli, wzdłuż ulicy Felińskiego. Już przy ul. gen. Zajączka oddział natrafił na gniazdo niemieckiej broni maszynowej. Wywiązała się walka wręcz. Nie udało się uzyskać efektu zaskoczenia. Kompania „Dana” dotarła do torów, lecz wobec braku wsparcia drugim rzutem, zmuszona była do wycofania. W miejsce wykrwawionego oddziału „Andrzeja”, weszła kompania por. Henryka Czerwca „Jaskólskiego”. Według relacji Jacka Miłobędzkiego „Wróbel”, w ataku zginęło dwunastu żołnierzy oddziału. W kolejnym ataku 21 sierpnia, oddział „Andrzeja; szedł w trzecim rzucie ataku. W trakcie ataku do torów doszły dwa plutony – jeden nalibocki pod dowództwem plut. Jana Dziemianko „Błyskawica” i 225 pluton pod dowództwem ppor. NN „Kruk”. Dowódca kompanii por. „Dan” zginął, a por. „Andrzej” ranny pozostał z tyłu. Oddziały przeszły tory wymijając czoło ustawionego tam pociągu pancernego, zalegając pod ogniem. Pluton 225 przesunął się nieco dalej w głąb torów, lecz po śmierci zastępcy dowódcy plutonu por. „Kruka” i utracie kontaktu z innymi oddziałami zaległ tam oczekując na dalsze rozkazy – aż wreszcie, już wczesnym rankiem, wycofał się w kierunku Instytutu Chemicznego. W wyniku walki zginęło ponad dwunastu żołnierzy plutonu „Andrzeja”, zaś wielu było rannych, w tym sam dowódca, choć dokładne dane nie są znane. Po ataku nastąpiła reorganizacja oddziałów. Pluton „Andrzeja” w składzie 40 żołnierzy. otrzymał numer 244, zaś skład plutonu przedstawiał się następująco:
- Pluton 244 – dowódca kpr. pchor. Zdzisław Namieciński „Żuk”;
  - I drużyna – dowódca kpr. pchor. Jerzy Czaykowski „Abdank” (zastępca dowódcy plutonu);
  - II drużyna – dowódca kpr. pchor. Włodzimierz Dmochowski „Pobóg”;
  - III drużyna – dowódca kpr. pchor. Andrzej Naspiński „Długi Andrzej”;
  - drużyna pionierów kpr. pchor. Janusz Żelaski „Bendzisz”[49].

Drużyna pionierów została podporządkowana zastępcy dowódcy zgrupowania por. Jerzemu Wróblowi „Stefanowi”, zaś pluton początkowo podlegał Zgrupowaniu „Żaglowiec”. Pozostałe plutony Zgrupowania „Żmija” zostały zasilone bronią i ludźmi.
18 sierpnia Zgrupowanie objęło rejon ul. Promyka. Objęto również ul. Bohomolca, gdzie głównym punktem oporu był budynek Zakładu Ubezpieczeń Powszechnych pomiędzy ul. Bytomską a ul. Mickiewicza.
24 sierpnia doszło do kolejnej reorganizacji. Pluton 224 został podzielony na dwa plutony: pluton 225 z grupy szturmowej sierż. „Siwego” i pluton 254. Składy plutonów przedstawiały się następująco:
- Pluton 225 – dowódca sierż. Piotr Urbaniak „Siwy”; zastępca sierż Bober „Tajfun”;
- Pluton 254 – dowódca kpr. pchor. Zbigniew Ptak „Zbigniew”; zastępca kpr. pchor. Lech Drapiński „Leszek”;
  - I drużyna – dowódca kpr. pchor. Wacław Gluth-Nowowiejski „Wacek”;
  - II drużyna – dowódca kpr. pchor. Władysław Chrobak „Rafał”;
- Pluton 257 – dowódca rtm. Henryk Mostowski „Gryf”; zastępca ppor. Henryk Dmoszyński „Dąb”;
  - I drużyna – plut. Hilary Barański „Wilk”;
  - II drużyna – dowódca kpr. pchor. Leszek Kryzar „Boruta”[49].

Tego samego dnia pluton 244 został ponownie podporządkowany Zgrupowaniu „Żmija”. Zgrupowaniu podporządkowano również 1 pluton III Batalionu Armii Ludowej, który przeszedł ze Starego Miasta.
26 sierpnia podczas wydawania posiłku żołnierzom plutonu 257 przy ul. Mickiewicza 27 wybuchł pocisk artyleryjski zabijając sześciu żołnierzy plutonu i wielu raniąc. 27 sierpnia patrol zgrupowania zaatakował stanowiska niemieckie koło Olejarni na Marymoncie. Śmiertelnie ranny został ppor. Józef Barski „Wicek”.

### Od 27 sierpnia do 14 września
31 sierpnia nastąpił pierwszy na Żoliborzu duży nalot bombowców nurkujących. Seria bomb uderzyła m.in. w „Szklany dom”, gdzie stacjonował pluton 257. Na miejscu zginęli plut. Hilary Barański „Wilk” i Tadeusz Kryzar „Bryś”, natomiast kilkunastu było rannych. Pluton przeniósł się na ul. Mścisławską, a następnie w rejon ul. Skrzelewskiej i Smoszewskiej.
Od 1 września oddziały Zgrupowania objęły Żoliborz Dolny od ul. Krasińskiego, prowadząc do 11 września akcje nękająco-rozpoznawcze na Marymoncie. Obsadzono placówki na dolnym Marymoncie aż do ul. Kamedułów. 2 września podczas obejmowania stanowisk oddziały zgrupowania powstrzymały natarcie „własowców”. Oddziały zgrupowania prowadziły akcje nękające, w których wyróżnili się sierż. Piotr Urbaniak „Siwy” oraz por. NN „Selim”. M.in. „Selim” zaatakował oddziały niemieckie i własowskie plądrujące Marymont, zabijając kilku napastników.
W pierwszych dniach września (prawdopodobnie 5 września, natomiast według Myślickiego było to 12 lub 13 września), doszło do tragicznego zdarzenia. W plutonie 257 pod nieobecność rtm. „Gryfa”, doszło do nielegalnej rekwizycji i zdobycia znacznych zapasów alkoholu. Gdy do miejsca postoju przy ul. Smoszewskiej róg Skrzelewskiej, powrócił dowódca plutonu, zarządzając zbiórkę, doszło do scysji z pijanym por. NN „Selimem”, który wyciągnął broń i w konsekwencji został zastrzelony przez dowódcę. Rtm. „Gryf” załamany tym zdarzeniem zdał dowództwo ppor. Henrykowi Dmoszyńskiemu „Dąb”, meldując o całej sprawie dowódcy obwodu. Został przydzielony do sztabu obwodu. W rozkazie dziennym z 6 września ppłk „Żywiciel” podał do publicznej wiadomości informację o tym zdarzeniu, wskazując, że: „Przykład ten dowodzi, że nikt z żołnierzy nie może liczyć na bezkarność i tolerowanie przestępstw”.
13 września Niemcy rozpoczęli intensywny ostrzał Marymontu, a następnego dnia przystąpili do szturmu na marymonckie osiedla. 14 września ok. 12.00, po dwugodzinnym przygotowaniu artyleryjskim, na Marymont ruszyło natarcie niemieckiej piechoty, wspartej silnymi zespołami broni pancernej. Niemcy atakowali z dwóch stron – wzdłuż ul. Marymonckiej i ul. Gdańskiej oraz wzdłuż ul. Kamedułów, wałem wiślanym do Cytadeli. Według Stanisława Podlewskiego Zgrupowanie Żmija liczyło wówczas ok. 400 żołnierzy, posiadając 4 ckm, 10 pistoletów maszynowych, 100 kb i około 50 pistoletów. Na każdego powstańca przypadało ok. 5 granatów. Jeden pluton bronił pododcinka ul. Krasińskiego, róg Czarnieckiego, a drugi ogródki działkowe przy wale wiślanym. Rtm. „Gryf” obsadził teren naprzeciw „Śmigłówki” (pluton 244 na wysokości ul. Rudzkiej, oraz drużyną sierż. „Siwego” bliżej wału wiślanego) aż do pałacyku przy ul. Marii Kazimiery, gdzie znajdował się również odwód dowodzony przez por. Kazimierza Nowaka „Andrzej”. Na ten odcinek Niemcy skierowali kompanię czołgów i dwie kompanie piechoty. Około 14 część oddziałów niemieckich skierowała się ulicą Rudzką w stronę ul. Kamedułów i zaatakowała pluton AL kpt. Henryka Woźniaka „Hiszpan”, zmuszając go do odwrotu na ul. Drużbacką, a następnie uderzyła od tyłu na plutony rtm. „Gryfa”. Oddziały te związane ogniem artyleryjskim i walką w rejonie „Śmigłówki”, doznały ogromnych strat i rozproszyły się pociągając część odwodu z ul. Marii Kazimiery
Zacięte walki trwały blisko osiem godzin i zakończyły się dopiero około godziny 20:00. Tego dnia Niemcom udało się opanować niemal cały Marymont, w tym zdobyte dwa tygodnie wcześniej przez Polaków budynki „Olejarni” przy ul. Gdańskiej 33 oraz Szkoły Gazowej przy ul. Gdańskiej 6. Powstańcy byli zmuszeni wycofać się na nową linię obrony od ul. Potockiej poprzez ul. Elżbiety Drużbackiej do budynku „Znicz” przy ul. Mickiewicza. W trakcie walk zginęło dziewięciu żołnierzy zgrupowania, a kilkunastu było rannych. Na nowej linii obrony Adam Rydzewski „Arlina” zniszczył czołg w trakcie wypadu. Po zdobyciu osiedli doszło do fali morderstw na ludności cywilnej. Ranny został m.in. pchor. Wacław Gluth-Nowowiejski „Wacek”, który ukrywał się na Marymoncie do 2 listopada 1944.
Po upadku Marymontu (14 września) niemieccy żołnierze zamordowali matkę, żonę i 14-letniego syna rtm. „Żmii”. Rozpoznawszy ciała zamordowanych członków rodziny, rtm. Rzeszotarski „Żmija” złożył dymisję, pozostając jako oficer w oddziale. 18 września Rozkazem Oficerskim nr 3 został przeniesiony do rezerwy. Zgrupowanie zostało wycofane z pierwszej linii, a na jego miejsce weszło Zgrupowanie „Żbik”.

### Od 15 września do 30 września
15 września zgrupowanie zostało zluzowane przez Zgrupowanie „Żbik”, zaś żołnierze zgrupowania „Żmija” zostali zakwaterowani przy ul. Krasińskiego 18. Resztki plutonu 254 włączono w skład plutonu 257. Zgrupowanie zostało rozwiązane, zaś 17 września żołnierze z plutonów 225, 244 i 257 utworzyli kompanię dowodzoną przez por. Tadeusza Kern-Jędrychowskiego „Szrapnela”. Kompanię tworzyły wówczas:
- Pluton 225 – dowódca sierż. Piotr Urbański „Siwy”; zastępca sierż. Bober „Tajfun”;
- Pluton 244 – dowódca kpr. pchor. Jerzy Czaykowski „Abdank”;
- Pluton 257 – dowódca ppor. Henryk Dmoszyński „Dąb”[68].

18 września kompania brała udział w przygotowaniach do ataku na Instytut Chemiczny, który nie odbył się z uwagi na brak obiecanego wsparcia artyleryjskiego zza Wisły. 20 września – po przekształceniu oddziałów powstańczych w Warszawski Korpus Armii Krajowej – oddziały żoliborskie utworzyły 8. Dywizję Piechoty AK im. Romualda Traugutta. Plutony dotychczasowego zgrupowania „Żmija” wraz ze Zgrupowaniem „Żubr” utworzyły formalnie 32. pułk piechoty AK dowodzony przez kpt. Władysława Nowakowskiego „Żubr”.
Kompania „Szrapnel” podporządkowana do 20 września Zgrupowaniu „Żyrafa”, obsadzała prawe skrzydło odcinka zgrupowania „Żyrafa”, broniąc odcinka od zabudowań klasztornych zespołu SS. Zmartwychwstanek, po teren Prochowni włącznie, utrzymując na prawym skrzydle łączność ze Zgrupowaniem „Żniwiarz”.
28 września dowódca obwodu ppłk „Żywiciel”, wysłał na drugi brzeg Wisły patrol łącznikowy ze „Żmii” celem omówienia ewakuacji. Szefem patrolu był ppor. Zygmunt Zabierzowski „Zygmunt”, zaś w jego skład weszli pchor. „Piotruś”, pchor. „Jarosław” i łączniczka Wiesława Czarnecka-Bakiera „Krystyna”. Patrol dotarł na Pragę nad ranem 29 września.
29 września kompania została praktycznie rozwiązana, ponieważ pluton 244 został podporządkowany Zgrupowaniu „Żniwiarz” i skierowany do wzmocnienia placówki w warsztatach „Opla”. Oddział od razu wszedł do walki w trakcie ataku niemieckiego. Oddziały polskie zostały wyparte do budynku „Zgoda” przy ul. Słowackiego 35/43. W trakcie walki zginęło dwóch żołnierzy plutonu: kpr. pchor. Andrzej Naspiński „Długi Andrzej” i Zygmunt Rabsztyn „Kosma”. Pluton 225 wraz z por. „Szrapnelem” pod naporem broni pancernej i piechoty musiał wycofać się z Prochowni, w kierunku ul. Sierpeckiej, co zmusiło również do wycofania plutony „Żyrafy”. Po szturmie na zakłady „Opel” przy ul. Włościańskiej oddziały wycofały się do budynku „Zgoda” przy ul. Słowackiego 35/43. Pluton 257 został skierowany do Zgrupowania „Żubr” i przeszedł na ul. Gdańską. W trakcie wycofywania się na rogu ul. Jaśkiewicza i Krasińskiego szer. Adam Rydzewski „Arlina” zniszczył czołg, lecz został jednocześnie śmiertelnie raniony, a Jan Adamowicz „Lwowiak” ranny. W pobliżu ul. Krasińskiego sierż Witold Orłowski „Orwid” również zniszczył czołg.
30 września Niemcy atakowali budynek spółdzielni „Zgoda” oraz na odcinku południowym. Oddziały „Żniwiarza” przebiły się do budynku „Znicz”, a następnie – „Szklany Dom”, gdzie kapitulacja zastała pluton 244. Pluton 257 razem z oddziałami Zgrupowania „Żyrafa” szturmował wał wiślany, gdzie miała być przeprowadzona ewakuacja. Nie doszła jednak do skutku wskutek niepodstawienia łodzi. Rozkaz o kapitulacji dotarł do plutonu przy ul. Promyka.
Jako ostatni 30 września zginął rtm. Henryk Mostowski „Gryf”, który ranny przebywał w szpitalu, przy ul. Krechowieckiej 6. Po wejściu Niemców i własowców, według jednej z wersji popełnił samobójstwo, lub został zastrzelony przez własowca.

## Straty

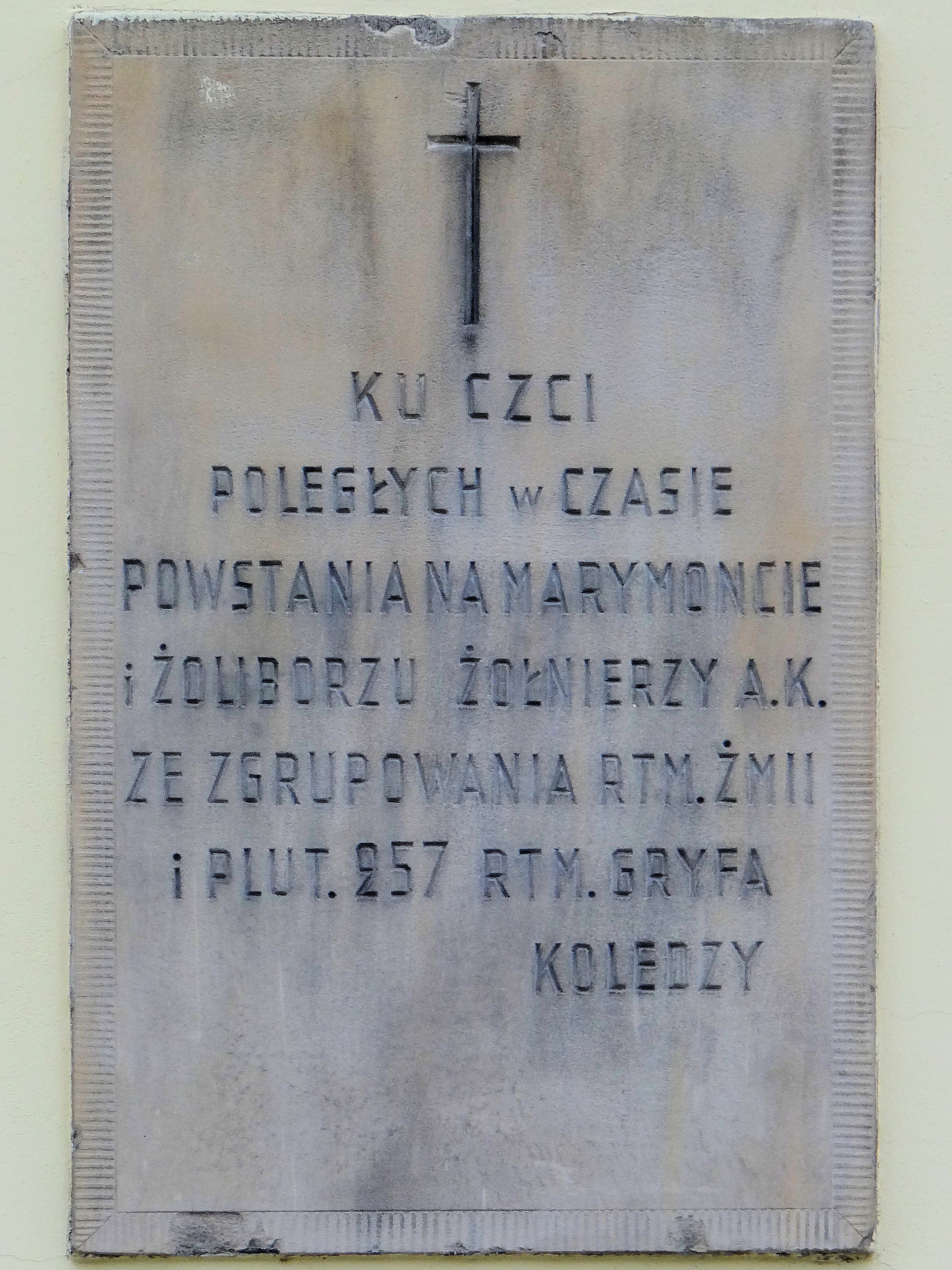
Pamiątkowa tablica na murze kościoła Matki Bożej Królowej Polski na warszawskim Marymoncie

Ocenia się, że przez Zgrupowanie „Żmija” przewinęło się ok. 400 żołnierzy, z czego zidentyfikowano w 1987 ok. 250 osób, według danych podanych przez Stowarzyszenie Żołnierzy AK „Żywiciel” 2009 ok. 265 osób, oraz 285 według danych Wielkiej Ilustrowanej Encyklopedii Powstania Warszawskiego z 2006. Zginęło blisko 70 żołnierzy. Grzegorz Jasiński podaje 65 zidentyfikowanych nazwisk, natomiast w opracowaniu Jacka Miłobędzkiego i Andrzeja Myślickiego występuje ponadto pięć niezidentyfikowanych pseudonimów.

## Upamiętnienie
Imieniem Zgrupowania „Żmija” nazwano ulicę w warszawskiej dzielnicy Bielany. Na zewnętrznej ścianie kościoła pw. Matki Boskiej Królowej Korony Polskiej, przy ul. Gdańskiej 6a, obok tablic dotyczących innych oddziałów powstańczych znajduje się tablica poświęcona zgrupowaniu, o treści:

Ku czci poległych w czasie Powstania na Marymoncie i Żoliborzu żołnierzy AK ze Zgrupowania rtm. „Żmii” i Plut. 257 rtm. „Gryfa”. Koledzy.

 W Rzeszotarach w powiecie krakowskim od 2009 funkcjonuje Grupa Rekonstrukcji Historycznej „Zgrupowanie Żmija”, powstała dla upamiętnienia kpr. pchor. Zdzisława Kotarby „Zdziśka” i Adama Kotarby „Adama”, żołnierzy zgrupowania, pochodzących z rodziny z gminy Świątniki.